# Андерсен, Сёрен Краг
Сёрен Краг Андерсен  (дат. Søren Kragh Andersen; род. 10 августа 1994, Стриб, Фюн) — датский шоссейный велогонщик, выступающий за команду мирового тура «Team Sunweb». 

Младший брат датского велогонщика Асбьёрна Андерсена.

## Достижения
2014
1-й  - Чемпион Дании - Индивидуальная гонка (U23)
3-й - Himmerland Rundt
3-й - Ля Кот Пикард
8-й - Тур озера Тайху - Генеральная классификация 
1-й  - Молодёжная классификация
2015
1-й  - ЗЛМ Тур - Генеральная классификация 
1-й - Этапы 1 и 2 (КГ)
1-й - Пролог и Этап 3 Тур де л’Авенир
1-й - Гран-при Хаделанда
2-й - Тур Фьордов - Генеральная классификация 
1-й - Этап 4
2-й - Чемпионат Дании - Индивидуальная гонка (U23)
5-й - Чемпионат Дании - Индивидуальная гонка
6-й - Вольта Лимбург Классик
9-й - Скиве — Лобет
2016
4-й - ЗЛМ Тур - Генеральная классификация
6-й - Тур Катара - Генеральная классификация 
1-й  - Молодёжная классификация
2017
1-й  - Чемпион мира - Командная гонка
1-й - Этап 3 Тур Омана
2-й - Париж — Тур
4-й - Чемпионат Дании - Индивидуальная гонка
5-й - ЗЛМ Тур - Генеральная классификация
2018
1-й - Париж — Тур
1-й - Этап 6 Тур Швейцарии
 - Лидер в Молодёжной классификации Тур де Франс после этапов 3-9
2-й  - Чемпионат мира - Командная гонка
7-й - БинкБанк Тур

## Статистика выступлений

### Гранд-туры
| Гонка           | 2017 | 2018 |
| --------------- | ---- | ---- |
| Джиро д'Италия  | —    | —    |
| Тур де Франс    | —    | 52   |
| Вуэльта Испании | 106  | —    |

| —  | Не участвовал  |
| НФ | Не финишировал |